# Museo Diotti
Il Museo Diotti è un museo di arte otto e novecentesca situato a Casalmaggiore.
Aperto al pubblico dal 2007, il museo si colloca in un antico palazzo che fu di proprietà del pittore Giuseppe Diotti. Rispettando la volontà del suo illustre abitante e ripristinando l'aspetto di una dimora privata, il museo si propone non solo come pinacoteca dell'800, ma anche come casa-museo volta a ricostruire l'immagine dell'atelier e a restituire didatticamente il metodo di lavoro dell'artista. 
La casa-atelier di Giuseppe Diotti occupa le otto stanze del piano nobile che affrontano per temi ogni aspetto dell'attività del pittore, dagli anni di studio a Roma, passando per i disegni preparatori di vari affreschi che mostrano l'attenzione del pittore alla figura umana e alla sua rappresentazione, fino agli studi per il dipinto raffigurante il Giuramento di Pontida . 
Oltre ad opere del Diotti, sono rappresentati artisti quali Marcantonio Ghislina, Francesco Antonio Chiozzi, Paolo Araldi, Paolo Troubetzkoy, Tommaso Aroldi, Amedeo Bocchi. 
Il percorso prosegue con la Galleria d'arte moderna che, nei due livelli dell'ala nord dell'edificio, raccoglie le opere più significative del '900 di artisti prevalentemente locali, quali Mario Beltrami, Gianfranco Manara, Tino Aroldi, Goliardo Padova; si tratta in particolare di paesaggi, soprattutto della campagna circostante Casalmaggiore e del fiume Po.
Peculiare è anche il percorso degli ateliers: sono stati ricostruiti gli ateliers dei pittori Goliardo Padova e Palmiro Vezzoni e dello scultore Ercole Priori per consentire ai visitatori di osservare da vicino gli ambienti di lavoro degli artisti e gli attrezzi da loro utilizzati nella creazione delle loro opere.
Il museo ha un ricco programma educativo per le scuole e allestisce regolarmente varie mostre temporanee, inoltre, durante i mesi estivi, ospita nel giardino del palazzo una rassegna cinematografica.